# Dubovka
Dubovka è una città della Russia europea meridionale (oblast' di Volgograd), situata sulla riva destra del Volga (bacino di Volgograd), 52 chilometri a nordest del capoluogo Volgograd; è il capoluogo amministrativo del distretto omonimo.

## Società

### Evoluzione demografica
Fonte: mojgorod.ru
- 1897: 16.500
- 1926: 11.300
- 1959: 11.700
- 1970: 13.400
- 1979: 15.000
- 1989: 13.700
- 2007: 14.900
- 2021: 14.700